# Webpart
Webparts sind Teil der ASP.NET-Technologie und werden vor allem intensiv bei Microsoft-SharePoint-Installationen eingesetzt. Sie dienen der Anzeige oder Manipulation von Inhalten auf einer SharePoint-Webseite durch den Endbenutzer.
Die vorgenommenen Änderungen können wahlweise für alle oder nur für bestimmte Nutzer sichtbar gemacht werden. Außerdem können Einstellungen gespeichert und damit permanent dem Benutzer zugeordnet werden, der sie vorgenommen hat. Dadurch können Nutzer eine Webseite an die eigenen Bedürfnisse anpassen, ohne dass das Eingreifen des Administrators nötig wird. Dieses Merkmal wird als Personalisierung bezeichnet.
Beispielsweise dienen Webparts der Anzeige von SharePoint-Bibliotheken oder -Listen. Wird eine Dokumentenbibliothek in einer SharePoint-Seite erstellt, kann diese mittels mehrerer Webparts mehrfach auf einer SharePoint-Seite angezeigt werden, beispielsweise einmal nach Datum der letzten Änderung und einmal hierarchisch anhand der Ordnerstruktur der Dokumentenbibliothek. Auch die Auswahl der angezeigten Elemente und Attribute kann zwischen den verschiedenen Webparts variiert werden.
Wie den meisten SharePoint-Elementen können Webparts gesonderte Anzeige- und Bearbeitungsrechte zugewiesen werden. Diese sind unabhängig von den Rechten der Bibliothek oder Liste, die durch den Webpart angezeigt werden.

## Einsatzmöglichkeiten
- Mit Webpart-Steuerelementen können Benutzer den Inhalt einer Webseite an die eigenen Bedürfnisse anpassen. Sofern sie die nötigen Rechte haben, können sie Webparts hinzufügen, entfernen, ausblenden oder wie gewöhnliche Fenster minimieren.
- Die Benutzer können das Layout einer Seite mit Webparts verändern. Webparts können innerhalb von Webpart-Zonen beliebig auf der Seite positioniert werden. Ihre Darstellung, die Eigenschaften und das Verhalten sind konfigurierbar.
- Webparts sind miteinander kombinierbar. So können sie beispielsweise auf die Daten anderer Webparts zugreifen und diese darstellen oder weiterverarbeiten. Damit haben Nutzer die Möglichkeit, durch die Kombination von Webparts Funktionen zu generieren.